# 司馬威
司馬 威（しば い、? - 301年）は、西晋の皇族。字は景曜。幼名は阿皮。曾祖父は安平献王司馬孚。祖父は義陽成王司馬望。父は河間平王司馬洪。

## 経歴
生まれつき残忍暴虐な人物であり、道徳を重んじなかったという。
咸寧2年（276年）、父が亡くなると河間王を継ぎ、咸寧3年（277年）に章武王に改封された。太康9年（288年）、祖父を継いで義陽王に封じられてた従兄弟の司馬奇（伯父の司馬弈の子）が罪を受けたので、代わって義陽王に改封された。
司馬威は趙王司馬倫に付き従い、媚び諂ってその信任を得て、元康10年（299年）に散騎常侍に任じられた。司馬倫が皇后賈南風一派を誅殺して政権を掌握すると、侍中に抜擢された。
永康2年（301年）1月、司馬倫が帝位簒奪を図ると、司馬威は宮殿に派遣され、恵帝に禅詔（帝位を譲る詔）を書くよう迫った。また、黄門郎駱休らに恵帝の印章と組綬を渡すよう強要させた。無事に禅譲が為されると、司馬威は中書令に任じられた。
3月、三王（斉王司馬冏・成都王司馬穎・河間王司馬顒）が司馬倫誅殺を掲げて挙兵すると、司馬威は司馬倫の側近孫秀へ、尚書省と八座（六曹尚書と尚書令・尚書僕射）と共に今後の対応について協議するよう勧め、孫秀はこれに従った。だが、洛陽城内の百官や諸将はみな司馬倫と孫秀の殺害を目論んでおり、司馬威はこれを知ると禍を恐れて崇礼門を出て自宅に帰った。
4月、左衛将軍王輿・尚書・広陵公司馬漼が政変を起こし、司馬倫を廃位して恵帝を復位させた。恵帝は司馬威が禅譲を強要した事を深く怨んでおり「阿皮（司馬威の幼名）は無理矢理我の手指を開かせ、璽綬を争奪した。これを殺さずにはおれぬ」と言い、命を下して誅殺した。